# Westlede
De Intergemeentelijke Samenwerking Westlede, gekend als Westlede is een samenwerkingsverband tussen 51 Oost-Vlaamse gemeentes die drie crematoria uitbaat: Crematorium Westlede (Lochristi), Crematorium Siesegemkouter (Aalst) en Crematorium Heimolen (Sint-Niklaas).